# Course en ligne masculine des moins de 23 ans aux championnats du monde de cyclisme sur route 2012
Navigation
2011 2013
La course en ligne masculine des moins de 23 ans aux championnats du monde de cyclisme sur route 2012 a eu lieu le 17 septembre 2012 dans la  province de Limbourg aux Pays-Bas.

## Participation
L'épreuve est réservée aux coureurs nés entre en 1990 et 1993. Les coureurs de moins de 23 ans appartenant à une UCI ProTeam ne peuvent toutefois pas participer à cette épreuve : ils sont considérés comme « élite » et doivent participer aux compétitions de cette catégorie.
Les quotas de places par pays sont attribués selon les classements par nations des moins de 23 ans des circuits continentaux au 15 août 2012. Des places supplémentaires sont attribuées selon le classement final de la Coupe des Nations :
- selon le classement de l'UCI Africa Tour : l'Érythrée peut aligner 5 coureurs au départ, le Maroc 4 et l'Algérie et l'Éthiopie 3 ;
- selon le classement de l'UCI America Tour : la Colombie, les États-Unis et le Venezuela peuvent aligner 5 coureurs au départ, le Costa Rica, la République dominicaine et les Antilles néerlandaises 4 et le Chili, le Canada et le Suriname 3 ;
- selon le classement de l'UCI Asia Tour : le Kazakhstan et la Malaisie peuvent aligner 5 coureurs au départ, le Japon et l'Indonésie 4 et l'Iran et Hong Kong 3 ;
- selon le classement de l'UCI Europe Tour : l'Italie, les Pays-Bas, la Belgique, la France, la Russie, l'Allemagne, la Lettonie, le Danemark, le Luxembourg, la Slovénie, l'Autriche, la Pologne, la Norvège, la Suède et la Roumanie peuvent aligner 5 coureurs au départ, la République tchèque, la Biélorussie, la Turquie, l'Irlande et Israël 4, et la Suisse, l'Ukraine, la Grande-Bretagne, la Grèce, la Serbie et la Géorgie 3 ;
- selon le classement de l'UCI Oceania Tour : l'Australie peut aligner 5 coureurs au départ, la Nouvelle-Zélande 3.
- les cinq premiers pays au classement final de la Coupe des nations (France, Belgique, Italie, Kazakhstan, Slovénie) peuvent aligner un coureur supplémentaire. Les nations non encore qualifiées et classées au classement final de la Coupe des Nations peuvent aligner un coureur au départ. Il s'agit de l'Argentine, de l'Afrique du Sud, de l'Équateur, du Mexique et de l'Espagne.

Enfin les cinq champions continentaux de la catégorie peuvent être alignés en supplément de ces quotas.

## Prix
8 049 euros sont distribués à l'occasion de cette épreuve : 3 833 euros au premier, 2 683 au deuxième et 1 533 au troisième.

## Parcours
Cette épreuve emprunte le même circuit de 16,1 km que les courses en ligne des autres catégories. Les coureurs effectuent onze tours de ce circuit, soit une distance de 177,1 km. Le circuit comprend deux côtes : le Bemelerberg (nl) (900 mètres à 5 %) et le Cauberg (1 200 mètres à 5,8 %). L'arrivée et le départ sont situés à Fauquemont, au sommet du Cauberg, lieu d'arrivée de l'Amstel Gold Race.

## Classement
|                                    | Coureur            | Pays       |    | Temps           |
| ---------------------------------- | ------------------ | ---------- | -- | --------------- |
| Médaille d'or, Coupe du Monde      | Alexey Lutsenko    | Kazakhstan | en | 4 h 20 min 15 s |
| Médaille d'argent, Coupe du Monde  | Bryan Coquard      | France     | +  | m.t             |
| Médaille de bronze, Coupe du Monde | Tom Van Asbroeck   | Belgique   |    | m.t             |
| 4                                  | Hugo Houle         | Canada     |    | m.t             |
| 5                                  | Luka Pibernik      | Slovénie   |    | m.t             |
| 6                                  | Esteban Chaves     | Colombie   |    | m.t             |
| 7                                  | Hernando Bohórquez | Colombie   |    | m.t             |
| 8                                  | Kenneth Vanbilsen  | Belgique   |    | m.t             |
| 9                                  | Wouter Wippert     | Pays-Bas   |    | m.t             |
| 10                                 | Sam Bennett        | Irlande    |    | m.t             |